# Papež Benedikt XIV.
Papež Benedikt XIV. (rojen kot Prospero Lorenzo Lambertini), je bil italijanski rimskokatoliški duhovnik, škof in kardinal, * 31. marec 1675, Bologna, † 3. maj 1758 Rim.
Papež je bil med letoma 1740 in 1758. 

## Življenjepis

### Družina, mladost in šolanje
Prosper Lovrenc se je rodil v Bologni v plemeniti družini Lambertini kot  tretji od peterih otrok; oče je bil Marcello Lambertini, a mati Lucrezia Bulgarini.  Po očetovi prezgodnji smrti pri dvainštiridesetih letih se je njegova mati, stara štiriindvajset let in vdova le tri mesece, poročila z grofom Luigijem Bentivogliom.
Ob času njegovega rojstva je bila Bologna drugo mesto po velikosti v Papeški državi.  Najprej so ga poučevali njegovi skrbniki doma, nato so ga poslali v zavod v Portu, ki so ga vodili očetje somaskanci (latinsko Ordo Clericorum Regularium a Somascha; angleško Clerics Regular of Somasca, Somaschi Fathers). Kot trinajstletnik je odšel v rimski zavod Collegio Clementino, kjer je od 1689 do 1692 preučeval govorništvo, latinščino, filozofijo in bogoslovne vede.  Med pridnim študijem se je srečeval z deli svetega Tomaža Akvinskega, ki je postal njegov priljubljen učenjak in svetnik. Z lahkoto je obvladal tudi civilno in cerkveno pravo in 1694 kot devetnajstletnik doktoriral iz obojnega prava (doctor utriusque juris) ter iz bogoslovnih ved (doctor theologiae).

### Cerkvena pot
12. junija 1724 je bil imenovan za naslovnega nadškofa Teodozije in 16. julija istega leta je prejel škofovsko posvečenje. 9. decembra 1726 je postal kardinal in pectore. 20. januarja 1727 je bil imenovan za nadškofa (osebni naziv) škofije Ancona e Numana. 30. aprila 1728 je Benedikt XIII. v konzistoriju objavil javno njegovo kardinalstvo in je prejel naslov kardinala-duhovnika pri Svetem križu v Jeruzalemu. 30. aprila 1731 je bil imenovan za nadškofa Bologne. 
17. avgusta 1740 je bil v konklavu izvoljen za papeža po hudih sporih kot sporazumni kandidat, saj konklave ni trajal nič manj kot pol leta in je bil v sodobni zgodovni papeštva najdaljši. 
22. avgusta istega leta je bil umeščen in kronan pri Sv. Petru. Zaradi neznosne vročine se je naslednjega dne umaknil na Kvirinal. 30. avgusta je sprejel v posest Lateran. 

## Papeževanje

### Delovanje

#### Odlok zoper suženjstvo
22. decembra 1741 je Benedikt XIV. izdal bulo "Immensa Pastorum Principis" in poslal apostolsko pismo brazilskim škofom in portugalskemu kralju Janezu proti zasužnjevanju domorodnih ljudstev Amerike in drugih držav. Z izobčenjem je zažugal vsakomur, ki bi iz kakršnega koli razloga zasužnjil domorodnega Brazilca-Indijanca. Ob tej priložnosti ni obravnaval primera temnopoltih Afričanov. Bula je jezuitom poleg tega naložila, da naj se nehajo ukvarjati s trgovanjem, kar so strogo prepovedovala tudi njihova lastna pravila - in naj se ne vmešavajo v politiko. Bule brazilske oblasti niso dovolile niti objaviti niti uveljaviti.
Sveta spoved
Z apostolsko konstitucijo Sacramentum Poenitentiae, ki jo je objavil 1741, je poveril Družbi za širjenje vere odgovornost za varovanje svetosti zakramenta svete spovedi.

#### Tajne poroke
18. maja 1743 je Benedikt XIV. naslovil listino na škofe Kraljevine Poljske glede veljavnosti oziroma ničnosti porok (matrimonii validitas seu nullitas).
V njej izraža svoje nezadovoljstvo s cerkvenimi sodišči na Poljskem, ker v veliko primerih razglašajo za neveljavne oziroma nične poroke brez utemeljenega razloga ali v nasprotju s kanonskim pravom. Benedikt je zapisal: 
»Včasih se trdi, da je zakon sklenjen prisilno ali zaradi strahu, torej v obeh primerih brez svobodne privolitve ene ali druge pogodbene stranke; v drugih primerih se domneva zakonita in kanonska ovira, ki bi lahko bila znana pred sklenitvijo zakonske zveze, če ne bi bila namenoma prikrita; še pogosteje zakonsko zvezo razveljavijo, ker je bila sklenjena pred drugim duhovnikom; sicer s privolitvijo župnika ali rednega škofa, vendar brez nujnih in običajnih formalnosti. Vsekakor je jasno, da so te razpadle zakonske zveze na Poljskem vir zla in odprta vrata za hudodelstva."
Težave so nastajale zlasti zaradi tako imenovanih "tajnih zakonskih zvez", skrivnega dogovora med partnerjema, običajno z namenom, da se bosta poročila, čeprav bi lahko javno sklenila »urejeno poroko«. Benedikt je zapisal: 
»Spoznali smo, da se je zlobna navada skritih zakonskih zvez, bolj znana kot poroke skupnega znanja, razširila po velikem delu krščanskega sveta. Med posledičnimi nepravilnostmi je, da so se skrite poroke te vrste same razvezale tam, kjer so se javno praznovale druge poroke."

#### Zbiranje rokopisov in knjig
Papež Benedikt XIV. je začel urejati skupaj s kardinalom Passionejem vzhodne rokopise v Vatikanski knjižnici. Papež je podaril zbirki lastnih 3.300 knjig. 
1741 je zapustil nekdanji misijonar Fouchet Vatikanski knjižnici tudi zbirko rokopisov, ki zadevajo kitajska verstva in zgodovino. Zapuščinsko je Vatikanska knjižnica pridobila tudi knjižnico grofa Capponija; prav tako knjižnica in zbirka rokopisov vse do 12. stoletja  starinarja Stoscha iz Florence je prišla v last Vatikanske apostolske knjižnice.

### Druge določbe

#### Konzistoriji
Benedikt XIV. je imenoval 64 kardinalov v sedmih konzistorijih; med novoimenovanimi kardinali je bil tudi Henry Stuart (1747). Papež si je pridržal eno kardinalsko imenovanje in pectore in je razodel njegovo ime v eni od naslednjih razglasitev.

#### Posvečenja in poblaženja
Za časa svojega papeževanja je Benedikt posvetil sedem blažencev vključno s Kamilom de Lellisom. Poblaženil pa je med drugimi tudi Karla Velikega.

### Sveto leto

#### Nasprotniki
razsvetljenci
Nasprotniki ne le svetega leta  – ampak vsake pobožnosti in kakršnihkoli izrazov krščanstva (oziromo vere nasploh) – so bili razsvetljenski - brezverski in protiverski filozofi - enciklopedisti.  Z nekaterimi od njih je bil papež v boljših (tudi pismenih) stikih, kot z njihovimi žrtvami - jezuiti. Dopisoval si je zlasti z Voltaireom, ki je ob napovedi svetega leta vznejevoljen vzkliknil:
še posebej Voltaire
| Philosophie                                             | Modroslovje                              |
| ------------------------------------------------------- | ---------------------------------------- |
| Encore un Jubilé – et s’en est faite de la philosophie! | Še en jubilej – in modroslovja je konec! |

Kljub temu, da se današnji čas ne more ravno ponašati s strpnostjo, vendarle preseneča surova nestrpnost prosvetljenih modrijanov ne le zoper kralje in cesarje, škofe in papeže, duhovnike in redovnike, ampak in predvsem zoper krščansko vero in njeno učenje. Voltaire na primer, ki se je boril proti vsem zagrizenostim in fanatizmom, je s svojo “razsvetljeno” zagrizenostjo presegel vse meje in vse svoje nasprotnike: vse svoje sovraštvo in fanatizem pa je – podobno kot sicer velik filozof - pa vendarle do kraja naivni Pascal – naperil proti jezuitom.
Fanatizem je bila tista Voltaireova črna zverina, ki jo je bilo treba zasledovati na vseh področjih: verskih, političnih, kulturnih – ne glede na škodo, ki jo je taka divja jaga povzročala: zanikajoč razodetje, posmehujoč se dogmam, zaničujoč sveto pismo, norčujoč se iz nravnosti, sarkastično zasmehujoč vse pobožnosti, začenši z najglasovitejšo - tisto svetoletno, od katere po njegovem ne bi moglo biti nič bolj "fanatičnega".

#### Zagovorniki
Papež Benedikt XIV.
Za fanatičnega vsekakor ne bi mogli imeti papeža Lambertinija – Benedikta XIV. - ki je odprl jubilej. Bil je namreč šaljivec, ki je imel v zalogi okusne šale – s katerimi je razoroževal osuple nasprotnike in zagrizene sovražnike Cerkve, ki jih je papež dobro poznal in se pred njimi duhovito zavaroval. Poznal in ljubil je svetnike, ki jim je namenil poseben zvezek ter izdal novo in pregledano izdajo Rimskega martirologija (Marirologio Romano)
Papež Benedikt je 5. maja 1749 res razglasil sveto leto, ki se je začelo na Sveti večer tega leta in je trajalo vse do Božiča 1750.
Leonardo Portomavriški
Duhovno pripravo na sveto leto je zapupal frančiškanu Leonardu Portomavriškemu, ki je posebej širil pobožnost Križevega pota (latinsko Via crucis). V tej nabožni vaji je odkril najbolj uspešno sredstvo zoper trdo krivoverstvo janzenistov, pa tudi zoper hladno razumarsko nezaupljivost razsvetljencev. Pridigal je o Jezusovem trpljenju tako goreče in pretresljivo, da so se včasih njemu samemu vlile solze. 
Vrhunec je bil zadnji večer, 27. decembra, ko je Fra Leonardo pridigal v Koloseju. Papež je zaradi bolezni poslal zastopnika. 
Na tribunah Koloseja je bilo zataknjenih 14 križev. Fra Leonardo jih je enega za drugim snemal ter pri vsakem z ginljivim premišljevanjem opozarjal na razne vidike Kristusovega trpljenja v odnosu na grešnike ter nazadnje zavpil: "Blagoslovljen bodi Bog, ker je našemu vladajočemu vrhovnemu papežu Benediktu položil v srce zamisel, da je dal te svete postaje postaviti na tem svetem mestu."
To svetoletno navdušenje je v srcih romarjev podrlo janzenistični odpor in ponos razsvetljenstva, hkrati pa je ustavilo propad Koloseja; saj se odslej nihče več ni upal dotakniti propadajoče ruševine, ki jo je posvetila krščanska kri in svetoletna pobožnost - a je doslej rabila za poceni snov pri gradnji rimskih stavb: takrat se je začela načrtna obnova tega zgodovinskega spomenika, ki je bil dotlej pravi kamnolom za graditelje.
stotisoči svetoletnih romarjev
Tekom meseca aprila 1750 so v Gostišču Presvete Trojice razdelili revnim romarjem kar 43.000 obrokov.
Številni romarji, ki so vrveli v Rim iz vseh delov Evrope, pa so preglasili razsvetljenske preroke, ki so pripravljali tej celini in vsemu svetu vse kaj drugega kot mir in spravo, ki ju je prinašalo sveto leto.

#### Natančniletopisec
| Decimo ottavo anno santo. (italijanski izvirnik). | Osemnajsto sveto leto (slovenski prevod) |
| --- | --- |
| Celebrato fu quest’Anno santo da Benedetto XIV, nel 1750. Fino dal principio dell’anno precedente avea quel gran Pontefice ordinata ogni cosa pel miglior andamento di quella solennità. Egli la fece pubblicare due volte. La prima fu a’15 maggio, giorno dell’Ascensione, secondo lo stile moderno, in cui in concistoro secreto pronunciò l’allocuzione Jam vobis, nella quale espose le ragioni di aver voluto che nell’acquisto del Giubileo fosse aggiunta per opera imposta la confessione; cos che, eccettuato Bonifacio VIII, niune de’ suoi predecessori avea espressamente nominata, benché, come non vi è dubbio, l’avessero sottointesa. La bolla Peregrinantes, emanata a’ 5 maggio 1749, fu spedita a tutti i nunzi per presentarla a’rispettivi sovrani, ove risiedevano. Vuolsi che la Francia facesse allora difficoltà di ricevere una tal bolla, per non essere distintamente stato nominato in essa il re cristianissimo Luigi XV. Inviò la medesima pure a’patriarchi, arcivescovi e vescovi con una lettera circolare, Apostolica, ad essi diretta, data a’ 18 giugno 1749, che trattava sull’ argomento del Giubileo e sulle disposizioni per ben acquistarlo. Con apposito breve, dopo avere esortato i fedeli a pregare Dio per la concordia fra i principi, esortò questi a conservare la pace, ed a facilitare a’ loro sudditi il viaggio per Roma. Ordinò pocia catehismi, ed esercizii in quattordici chiese; ed in quella della Minerva, come pure nelle piazze Navona e di s. Maria in Trastevere volle che fosse tenuta una straordinaria missione diretta dal p. Leonardo da Porto Maurizio (poi beatificato da Pio VI), la quale venne replicata in tre diversi tempi, per quindici giorni, coll’ intervallo d’otto dì fra l’una e l’altra. Più volte assistette Benedetto XIV colla prelatura a quelle missioni, e nello stesso tempo, a suggerimento del detto b. Leonardo, istituì nel Colosseo l’ arciconfraternita detta degli Amanti di Gesù e di Maria, per esercitarvi la pia opera della Via crucis. Nel primo dicembre convocò il Concistoro segreto, e in esso deputò i Cardinali legati per l’apertura delle Porte sante delle altre tre basiliche; per s. Giovanni nominò Neri Corsini, per s. Maria Maggiore Girolamo Colonna, rispettivi arcipreti, e per s. Paolo Tommaso Ruffo, decano del sacro Collegio. Giunse finalmente la vigilia del s. Natale, e Benedetto XIV, accompagnato da trenta Cardinali, alla vista d’immenso popolo, che da tutte le parti era concorso, premessa la processione fino all’obelisco della piazza vaticana, fece la solenna apertura della Porta santa nella basilica dei principi degli apostoli. Appena fu entrato in essa gli vennero presentati i cavalieri di s. Pietro e di s. Paolo, a’ quali tenne un discorso raccomandando loro caldamente la custodia delle basiliche. Coll’ avanzarsi dell’ Anno santo viepiù cresceva il numero de’ pellegrini, e tanti ne raccolse l’ospizio della Ss. Trinità, che più volte se n’ ebbero a numerare quattro mila per giorno. Per approssimazione si fece il computo, che ne venissero alloggiati centoquarantacinquemila (145.000) dal novembre precedente al luglio di quell’ anno. Infatti cento novantaquattromila ottocento furono da essa albergati, per tre giorni quelli ch’ erano piú vicini, e per quattro in più lontani, cosicché superarono i pellegrini dell’ Anno santo passato in cinquantaduemila settecento settanta otto (52.768). In compagnia de’ minori francescani, alla visita di s. Pietro, era anche il b. Leonardo, che ognun giù fin d’allora venerava qual santo. Il popolo talmente si affollò per vederlo, che sarebbe stato soffocato, se un militare vigorosamente non l’avesse tolto al pericolo conducendolo salvo al convento. Benedetto XIV fino dal dicembre del 1749, colla bolla Paterna Charitas, accordò l’indulgenza dell’Anno Santo a’ religiosi d’ ambo i sessi, ai schiavi, prigioni, ed infermi, con facoltà a’ confessori di commutare la visita prescritta delle basiliche, in altre opere pie. Fra i pellegrini di alto lignaggio in quell’anno intervenuti a Roma, è da annoverarsi il barone Guglielmo Canvan venuto da s. Cristoforo, una delle isole Antille; il principe tedesco Esterhazy colla consorte, ed altri nobili del suo seguito. Fra le compagnie poi, che da tutta l’ Italia e dalla Germania si recarono a Roma, merita speciale ricordanza quella venuta da Vienna, composta per la maggior parte di nobili individui. Entrando nella capitale del cristianesimo, due giorni dopo l’apertura delle Porte sante, incontrata venne a porta Flaminia dall’ arciconfraternita di s. Maria dell’orazione della morte. A tanta pietà non mancarono di seguitare numerose conversioni. Tra gli altri, diciassette ebrei vollero ricevere il battesimo, amministrato loro in varie chiese, ed a sei di essi dalla propria mano di Benedetto XIV. Giunta la vigilia di Natale, passò il Pontefice alla basilica vaticana, e diede compimento al Giubileo chiudendo la Porta santa, e poi con uguale solennità furono chiuse quelle delle tre basiliche dai Cardinali a ciò delegati, in virtù della costituzione In Concistorio, data a’ 7 dicembre 1750, cioè da quei medesimi Cardinali che l’aveano aperte, supplendo in s. Paolo pel Cardinale Ruffo, decano impedito, il Cardinal Pier Luigi Caraffa vescovo d ‘Albano. Indi ad esempio di Alessandro VI, e degli altri suoi predecessori colla bolla Benedictus Deus, emanata a’ 25 dicembre 1750, estese a tutto il mondo cattolico il Giubileo di Roma ed a tal fine diresse a tutti i vescovi l’enciclica Celebrationem, spedita il 1. gennaio 1751. in essa esortava i fedeli a leggere le sue costituzioni promulgate sul Giubileo, prescrivendo loro i mezzi eziandio di procacciarsi sí gran tesoro della Chiesa. | To sveto leto je leta 1750 obhajal Benedikt XIV. Ta veliki papež je vse do začetka prejšnjega leta naročil vse potrebno za dober potek slovesnosti. Dvakrat ga je dal objaviti. Prva objava je bila 15. maja, na dan Vnebohoda, po sodobnem načinu, v katerem je v skrivnem konzistoriju povedal nagovor Jam vobis, v katerem je pojasnil razloge, zakaj je želel, da se k pridobitvam Jubileja doda kot naloženo delo tudi sveta spoved. Razen Bonifacija VIII. je namreč nobeden od njegovih predhodnikov ni izrecno omenil, čeprav so, kot ni dvoma, to podrazumevali. Bula "Peregrinantes", izdana 5. maja 1749, je bila poslana vsem nuncijem, da bi jo predstavili svojim vladarjem, kjer so prebivali. Takrat je predpostavljal, da bi Francija otežila sprejem takšne bule, če ne bi v njej razločno imenoval "najbolj krščanskega kralja" Ludvika XV.. Isto pismo je poslal tudi patriarhom, nadškofom in škofom z okrožnico Apostolica naslovljeno nanje, z dne 18. junija 1749, ki je obravnavala temo jubileja in ureditve za pridobitev njegovih sadov. Potem, ko je vernike nagovoril, naj molijo k Bogu za mir med knezi, je le-te s posebno spodbudo pozval, naj ohranijo mir in svojim podložnikom olajšajo pot v Rim. Naročil je nekaj kateizmov in duhovnih obnov v štirinajstih cerkvah; v Sopra Minerva, pa tudi v Navoni in s. Maria in Trastevere je želel izjemen misijon, ki bi ga vodil p. Leonard Portomavriški (kasneje ga je razglasil za blaženega Pij VI.), kar bi ponovili v treh različnih časih po petnajst dni, z osemdnevnim presledkom med enim in drugim. Večkrat je Benedikt XIV. sam prisostvoval pri govorih na teh misijonih, hkrati pa je na predlog omenjenega patra Leonarda v Koloseju ustanovil nadbratovščino, znano kot Ljubitelji Jezusa in Marije, da bi tam izvajala pobožnost Križevega pota. 1. decembra je sklical tajni konzistorij in v njem pooblastil kardinale legate za odpiranje svetih vrat ostalih treh bazilik: za Lateransko baziliko Nerija Corsinija, za Marijo Snežno Girolama Colonna, vsakokratnega nadžupnika, in za Sv. Pavla Tommasa Ruffa, dekana kardinalskega zbora. Končno je prišel Sveti večer in Benedikt XIV. je v spremstvu tridesetih kardinalov in ogromne množice ljudstva, ki je privrelo z vseh strani, vodil procesijo do obeliska na Vatikanskem trgu ter slovesno odprl Sveta vrata v Baziliki načelnika apostolov. Takoj ko je vanjo vstopil, so mu predstavili viteze pri Sv. Petru in Sv. Pavlu, katerim je imel nagovor in jim toplo priporočil skrbništvo nad bazilikama. Ko je sveto leto napredovalo, je število romarjev vedno bolj raslo in veliko se jih je zbralo v Gostišču Presvete Trojice, kjer so jih večkrat našteli po štiri tisoč na dan. Izračuni so pokazali, da je bilo od novembra (1749) do julija (1750) nastanjenih sto petinštirideset tisoč (145.000) romarjev. Pravzaprav je bilo v gostišču nastanjenih sto štiriindevetdeset tisoč osemsto (194.800) za po tri dni tistih, ki so bili najbližji, in za po štiri dneve bolj oddaljenih, tako da so presegli romarje preteklega svetega leta (1725) za dvainpetdeset tisoč sedemsto oseminsedemdeseti (52.768). V spremstvu frančiškanov-minoritov je ob obisku Svetega Petra bil tudi oče Leonard, ki so ga vsi tam spodaj častili že kot svetnika. Ljudstvo se je zgrnilo, da bi ga videlo, v takšni množici, da bi ga gotovo zadušili, če ga ne bi pravočasno vojaki iztrgali na silo izmed množice ter ga varno odpeljal v samostan. Benedikt XIV. je do decembra 1749 z bulo Paterna Charitas podelil svetoletni odpustek redovnikom obeh spolov, sužnjem, zapornikom in bolnikom; spovednike pa je pooblastil, da zamenjajo predpisani obisk bazilike z drugimi nabožnimi deli. Med romarji visokega rodu, ki so tistega leta prišli v Rim, je prišel baron Guglielmo Canvan iz Svetega Krištofa, enega od Antilskih otokov; nemški princ "Eszterházy z ženo" in drugimi plemiči. Med skupinami, ki so prišle v Rim iz cele Italije in Nemčije, je treba posebej omeniti dunajsko, sestavljeno večinoma iz plemenitih posameznikov. Ko je vstopala v prestolnico krščanstva, se je dva dni po odprtju Svetih vrat srečala na Porta Flaminia z nadbratovščino Svete Marije z molitvami za srečno smrt. Tolikerim delom usmiljenja so sledile številne spreobrnitve. Med drugim je sedemnajst Judov želelo sprejeti krst, ki so jim ga podelili v različnih cerkvah; šesterico je krstil z lastno roko Benedikt XIV. Papež je na Sveti večer odšel v vatikansko baziliko in zaključil jubilej z zapiranjem svetih vrat, nato pa so enako slovesno zaprli tiste od treh bazilik, ki so jih za to pooblaščeni kardinali na podlagi odloka In Consistorio zaprli 7. decembra 1750, torej isti kardinali, ki so jih odprli, razen pri Sv. Pavlu, kjer je oviranega dekana, kardinala Ruffa, zamenjal kardinal Pier Luigi Caraffa, škof v Albanu. Nato je po zgledu Aleksandra VI. in svojih drugih predhodnikov z bulo Benedictus Deus, izdano 25. decembra 1750, razširil rimski jubilej na ves katoliški svet in v ta namen vsem škofom namenil okrožnico "Celebrationem", poslano 1. januarja 1751. V njej je spodbujal vernike, naj preberejo njegove odloke, razglašene ob jubileju, in jim predpisal sredstva za pridobitev tako velikega cerkvenega zaklada. |

Pozneje tega leta je papež prepovedal igre na karte; prestopniki so morali plačati visoko globo.

### Obredna vprašanja
Vzhodni obredi
Benedikt se je od svojih mladih let kot svetovalec pri uradu Rimske inkvizicije ukvarjal z vprašanji, ki so se nanašala na misijonarje: tako s tistimi, ki so želeli spreobrniti nekristjane, kot s tistimi, ki so poskušali spraviti heretike in razkolnike pripeljati v edinost z rimsko Cerkvijo. Lambertini je sestavil pregled zgodovine malabarskih obredov v Indiji.
Koptski kristjani
Veliko skrbi so povzročali koptski kristjani v zgornjem Egiptu, kjer prizadevanja za združitev s koptskim patriarhom niso bila uspešna. Številni koptski duhovniki in laiki so pristopili h krščanski edinosti, vendar niso imeli škofa, ki bi skrbel za njihove duhovne potrebe. V buli »Quemadmodum ingenti« z dne 4. avgusta 1741 je Benedikt zaupal njihovo oskrbo edinemu koptskemu škofu, ki je bil v skupnosti z Rimom, in sicer jeruzalemskemu patriarhu Atanaziju, ki je dobil obsežna pooblastila za vodstvo zedinjenih Koptov v Egiptu. 
V svoji okrožnici Allatae sunt z dne 26. julija 1755, ki jo je poslal vsem misijonarjem, ki so delali v okrilju Družbe za širjenje vere (Congregatio de propaganda fide) papež omenja številne težave, s katerimi se srečujejo tako duhovniki kot verniki v raznih vzhodnih obredih, zlasti v armenskem in sirskem. Zato spodbuja misijonarje, naj spreobračajo tudi razkolnike in krivoverce in pravi takole:
 Prav tako smo želeli vsem pojasniti dobro voljo, ki jo Apostolski sedež čuti do vzhodnih katoličanov, ko jim zapoveduje, naj v celoti spoštujejo svoje starodavne obrede, kolikor niso v nasprotju s katoliško vero ali s primernostjo. Cerkev od razkolnikov ne zahteva, da opustijo svoje obrede, ko se vrnejo k katoliški enotnosti, ampak le, da se odrečejo krivoverstva in vraževernosti. Papeževa velika želja je ohranitev, ne pa uničenje različnih ljudstev – skratka, da bi bili vsi katoličani, ne pa da bi vsi postali Latinci.
Kitajski in indijski obredi
Njegovo papeževanje je bilo zelo živahno in vsestransko: prenovil je vzgojo duhovnikov, koledar svetnikov in praznikov – in uredil mnogo papeških zadev. 
V zvezi s Kitajskimi in Indijskimi misijoni je podal obvezne smernice v dveh papeških bulah: Ex quo singulari (11. julija 1742), in Omnium sollicitudinum (12. septembra 1744).
V teh bulah je določil navado prilagajanja nekrščanskim besedam in navadam za izražanje krščanskih idej in praks domačih kultur, kar so uspešno uvedli jezuiti v svojih Indijskih in Kitajskih misijonih. Glede nekaterih vidikov pa so se na Kitajskem lomila kopja: sporno je bilo namreč vprašanje čaščenje prednikov, zlasti poganskih -, kakor tudi imenovanje Boga pri Kitajcih - katera beseda iz bogate izbire je najbolj primerna. Čeprav sicer vsestransko razgledan in velikodušen, je tudi Benedikt po zgledu svojih neposrednih prednikov in pod pritiskom razsvetljenskih krogov ponovno obsodil obojno prakso, kar je imelo za posledico, da so se mnogi spreobrnjenci vrnili nazaj v poganstvo.
Kapucinski Indijski misijoni
Kapucini so pod vodstvom italijanskega duhovnika Giuseppeja Berninija uspešno delovali v Indiji. Povabil jih je bil maharadža Dhurup Singh iz Bettiah Raja. Podjetje je blagoslovil papež Benedikt XIV. 1. maja 1742 in poslal kralju osebno pismo.

### Navedki
Tako mineva slava sveta.
latinsko Sic transit gloria mundi;
italijansko Così passa la gloria del mondo.
Jaz sedaj padam v tišino in pozabo, edino mesto, ki mi pripada.
latinsko Ego nunc in silentium et oblivionem incido, quod unum locum ad me pertinet.; 
italijansko Io ora cado nel silenzio e nella dimenticanza, l'unico posto che mi spetta.

## Dela
- »Documenta Catholica Omnia« (v latinščini). Cooperatorum Veritatis Societas. Pridobljeno 6. decembra 2011.

#### Okrožnice
1. Ubi primum (3. december 1740)
2. Non ambigimus (30. maj 1741)
3. Pro eximia tua (30. junij 1741)
4. Quanta cura (30. junij 1741)
5. In suprema universalis (22. avgust 1741)
6. Quamvis paternae (26. avgust 1741)
7. Satis vobis compertum (17. november 1741)
8. Immensa pastorum (20. december 1741)
9. Etsi minime (7. februar 1742)
10. Certiores effecti (13. november 1742)
11. Cum illud semper (14. december 1742)
12. Quemadmodum preces (23. marec 1743)
13. Nimiam licentiam (18. maj 1743)
14. Inter omnigenas (2. februar 1744)
15. Cum semper oblatas (19. avgust 1744)
16. In suprema Catholicae (20. november 1744)
17. Cum multorum charitate (18. februar 1745)
18. Libentissime quidem (10. junij 1745)
19. Gravissimum supremi (8. september 1745)
20. Vix pervenit (1. november 1745)
21. Quemadmodum nihil (16. december 1746)
22. Accepimus praestantium (16. julij 1746)
23. Inter caetera (1. januar 1748)
24. Magnae nobis (29. junij 1748)
25. Annus qui hunc (19. februar 1749)
26. Officii nostri (15. marec 1749)
27. Peregrinantes a Domino (5. maj 1749)
28. bula Cum nos semper (17. maj 1749)
29. Apostolica constitutio (26. junij 1749)
30. Gravissimo animi (31. oktober 1749)
31. Inter praeteritos (3. december 1749)
32. bula Convocatis  (26. november 1749)
33. motuproprij Essendosi sommamente (28. november 1749)
34. bula Paterna Charitas  (31. december 1749)
35. konstitucija Pastoris  (12. januar 1750)
36. kcostitucija In Concistorio  (7. december 1750)
37. Benedictus Deus (25. december 1750)
38. Celebrationem magni (1. januar 1751)
39. Prodiit jamdudum (30. januar 1751)
40. Elapso proxime anno (20. februar 1751)
41. Providas Romanorum (18. marec 1751; po drugih virih je ta okrožnica zoper prostozidarje objavljena 18. maja 1751)
42. Magno cum animi (2. junij 1751)
43. A quo primum (14. junij 1751)
44. Non est equidem (25. maj 1754)
45. Cum religiosi aeque (26. junij 1754)
46. Quod provinciale (1. avgust 1754)
47. Allatae sunt (26. julij 1755)
48. Quam ex sublimi (8. avgust 1755)
49. Ex quo primum (1. marec 1756)
50. Ex omnibus christiani (16. oktober 1756)
51. Quam grave (2. avgust 1757)

## Smrt in spomin

### Smrt in pogreb
1758 so mu telesne sile začelo vidno pešati, saj je papež dočakal za takratne čase častivredno starost 83 let. Na začetku tega leta je doživel hud napad takrat neozdravljivega protina, od katerega si je malce opomogel tja do februarja. Proti koncu aprila pa je popolnoma obnemogel in 3. maja 1758 je Benedikt XIV. umrl
Izročilo pravi, da je na smrtni postelji izgovoril tiste znamenite latinske besede, ki jih papežu izgovorijo pri izvolitvi ob prižiganju šopa slame: Tako mine slava sveta. (latinsko Sic transit gloria mundi). In po kratkem presledku: Jaz sedaj padam v tišino in pozabo, edino mesto, ki mi pripada. (latinsko Ego nunc in silentium et oblivionem incido, quod unum locum ad me pertinet..) Pri tem je gotovo mislil na slutnjo, da njegovega delovanjai sodobniki niso razumeli in da ga njegovi nasledniki ne bodo nasledovali v odpiranju svetu in v odkrivanju znamenj časa, ker ne bodo razumeli ne njega ne njegovih času primernih reform.

### Spomin

#### Animal rurale
Malahijeva prerokba pravi o Benediktu XIV., da je Podeželska žival (latinsko Animal rurale; angleško Country animal). 
Nekateri viri povezujejo to reklo z njegovo "volovsko" delavnostjo in pridnostjo. 

### Ocena

#### Razsvetljenski papež
Benedikt XIV. je uvedel nekatere reforme, ki so bile zaznamovane z razsvetljenskim duhom tistega časa. Priznal je svobodo raziskovanja, omilil cenzuro in revidiral indeks prepovedanih knjig. Poleg tega je zmanjšal število cerkvenih praznikov in s tem omogočil več delovnih dni.

#### Horace Walpole o Benediktu XIV.
Angleški minister Horace Walpole mu je postavil spomenik v svojem lastnem vrtu s tem epigrafom:
| Angleški izvirnik | Italijanski prevod | Slovenski prevod |
| --- | --- | --- |
| Pope Benedict XIV was "loved by papists, esteemed by Protestants, a priest without insolence or interest, a prince without favorites, a pope without nepotism, an author without vanity, a man whom neither intellect nor power could corrupt." | Papa Benedetto XIV e stato "Amato dai papisti. Stimato dai protestanti. Principe senza favoritismi. Papa senza nepotismo. Autore senza vanità. Uomo che né lo spirito né il potere son riusciti a guastare." | Papež Benedikt XIV. je bil "ljubljen od katoličanov, cenjen od protestantov, duhovnik brez predrznosti in koristoljubja, princ brez zaščitenih, papež brez nepotizma, učenjak brez nečimrnosti, človek, ki ga niti bistroumnost niti moč nista mogla pokvariti." |

#### Položaj Družbe Jezusove
V Kitajskih misijonih so jezuiti pokazali, da so sposobni ponesti Kristusovo oznanilo tudi v tako nedostopno deželo, kot je bila takrat Kitajska. To je po eni strani spodbudilo navdušenje in hvalo, po drugi strani pa nevoščljivost in grajo. Glede stališč do kitajskih misijonov si pravzaprav niti sami papeži niso bili na jasnem in se je zato njihovo stališče spreminjalo. Nekateri papeži so nove obrede odobravali, drugi dopuščali, tretji trpeli, čečterti pa - in med njimi je bil najkorenitejši Klemen, pa so jih izrečno prepovedovali. To omejevanje je nadaljeval tudi Benedikt XIV. kar z dvema bulama, v smislu starodavne grožnje: “Carthago delenda est!”=”Kartagino je treba razdejati!”, kar so pravzaprav mutatis mutandi načrtovali razsvetljenci: “Družbo Jezusovo je treba zatreti!”
Očitno je namreč, da so bili papeži vedno manj naklonjeni jezuitom. Če spremljamo številna vtikanja velesil in njihovih poglavarjev v papeške volitve, je temu botrovala vedno močnejša zahteva, da papež zatre Družbo Jezusovo in tako ni imel nobene možnosti za izvolitev tisti kardinal, ki bi bil jezuitom naklonjen. Izvoljeni papeži pa se po eni strani niso hoteli zameriti jezuitom sovražnim vladarjem, po drugi strani pa so vedno bolj verjeli neutemeljenim - deloma tudi utemeljenim očitkom, ki so deževali od raznih strani, kar je imelo za posledico ne le prepovedano uporabo teh ali onih običajev in obredov, ampak skorajšnjo popolno prepoved same Družbe Jezusove (1773).
Postavlja se vprašanje, zakaj so bili skoraj vsi papeži “razsvetljenega” stoletja proti jezuitom? Ta zadnji konklave – v katerem so se kot po čudežu kardinali končno zedinili za Klemena XIV. - je trajal pol leta ne le zaradi nesoglasij med kardinali, ampak tudi in predvsem zaradi vpletanja vladarjev, ki so obilno izrabljali svojo "pravico" veta. Kardinali-volivci so mogli pričakovati kak nov veto, če bi volitev šla na roke kandidatu, ki bi bil naklonjen jezuitom. Kje pa je globlji vzrok te splošne sovražnosti do za Cerkev tako zaslužnega reda? 
Upoštevanja vredne so besede nepristranskega sodobnika, protestantskega zgodovinopisca Schoella v njegovem delu Cours d`histoire:
| Francoski izvirnik | Nemški prevod | Slovenski prevod |
| --- | --- | --- |
| Vers le milieu du dix-huitième siècle, les révolutionnaires qui visaient á la destruction des monarchies, voulaient avant tout renverser la puissance de l’Église, parce qu’ils savaient que depuis longtemps ses intérêts étaient entièrement liés avec ceux de la puissance monarchique dont, dans des siècles d’ignorance, elle avait souvent été l’ennemie. Mais pour renverser la puissance ecclésiastique, il fallait l’isoler, en lui enlevant l’appui de cette phalange sacrée qui s’était dévouée á la défense du trône pontifical, c’est-á-dire les Jésuites. Telle fut la vraie cause de la haine qu’on voua á cette société. Les imprudences que commirent quelques-uns de ses membres, fournirent des armes pour combattre l’ordre, et la guerre contre les Jésuites devint populaire ; ou plus tôt haïr et persécuter un ordre dont l’existence tenait á celle de la religion catholique et du trône, devint un tiret qui donnait le droit de se dire philosophe. | „Die Umsturzmänner, welche die Zerstörung der Monarchien beabsichtigten, wollten vor allem die Macht der Kirche zugrunde richten. Um dieses auszuführen, mußten sie dieselbe isolieren, indem sie ihr die Stütze jenes geistlichen Kriegsheeres entzogen, welches sich der Verteidigung des päpstlichen Thrones besonders gewidmet hatte, nämlich die Jesuiten. Dieses ist die wahre Ursache des Hasses, den man gegen diese Gesellschaft hegte. Daher gab auch der Haß und die Verfolgung dieses Ordens Anspruch auf das Recht, sich Philosoph zu nennen.“ Die Monarchen, die sich zur Verfolgung und Unterdrückung der Gesellschaft Jesu hergaben, waren also nur die willfährigen Werkzeuge in den Händen der Philosophen zur Zertrümmerung ihrer Throne. | Sredi 18. stoletja so revolucionarji (prekucuhi), ki so si prizadevali za uničenje kraljestev, želeli predvsem strmoglaviti oblast Cerkve, saj so vedeli, da so bili njeni interesi že dolgo v celoti povezani z interesi kraljevske oblasti, katera je bila sicer v stoletjih nevednosti pogosto njena sovražnica. Toda da bi strmoglavili cerkveno oblast, jo je bilo treba osamiti in ji odvzeti podporo tistega svetega krdela (=falange), ki se je posvetilo obrambi papeškega prestola, to je jezuitov. To je bil pravi vzrok za sovraštvo, ki je bilo naperjeno proti tej Družbi. Nepazljivosti, ki so jih zagrešili nekateri njeni člani, so dali orožje za boj proti redu in tako je vojna proti jezuitom postala priljubljena; zategadelj je sovraženje in preganjanje reda, katerega obstoj je bil odvisen od katoliške vere in prestola, terjalo naziv, ki je dajal pravico, da se kdo imenuje filozof. |

### Bukve opapežu Benediktu XIV.
(italijansko)
- Bettanini A. M.: Benedetto XIV e la Repubblica di Venezia. Storia delle trattative per la difesa dei diritti giurisdizionali ecclesiastici. Decreto veneto 7 settembre 1754. Milano: Vita e Pensiero: 1931.
- De Angelis, Maria Antonietta (2008). Prospero Lambertini (Benedetto XIV): un profilo attraverso le lettere (v italijanščini). Citta del Vaticano: Archivio segreto Vaticano. ISBN 978-88-85042-59-9.
- Fanti, M. (1959). "Il 'pastorale governo' del cardinale Lambertini," in: Strenna Storica Bolognese 9 (1959), pp. 61–119.
- Fattori, Maria Teresa (2007). "Lambertini a Bologna, 1731-1740", in: Rivista di storia della Chiesa in Italia, Vol. 61, No. 2 (2007), pp. 417–461.
- Gualandi, Enea (1921), "Il card. Filippo Maria Monti, papa Benedetto XIV e la Biblioteca dell' Istituto delle scienze di Bologna," in: Studi e Memorie per la Storia dell' Università di Bologna VI (1921), pp. 57–103.
- Montanari, Francesco (1943). Il cardinale Lambertini (Benedetto XIV) fra la leggenda e la storia (v italijanščini). Torino: Fratelli Bocca.
- Rosa, Mario (1969). »Cattolicesimo e "lumi": la condanna romana dell' "Esprit des lois"«. Riformatori e ribelli nel '700 religioso italiano (v italijanščini). Bari: Dedalo. [Montesquiou]

(angleško)
- Pope Benedict XIV (1888).  F. X. Kraus (ur.). Lettere di Benedetto XIV al canonico Pier Francesco Peggi Bolognese (1729-1758): pubblicate insieme col diario del conclave del 1740 (seconda izd.). Friburg im Breisgau: J.C.B. Mohr (P. Siebeck).
- Haynes, Renée (1970). Philosopher King: The Humanist Pope Benedict XIV London: Weidenfeld & Nicolson 1970.
- Mungello, David E. (1994). The Chinese rites controversy: its history and meaning. Monumenta Serica Monograph Series, 33. Nettethal: Steyler Verlag. ISBN 978-3-8050-0348-3.
- Levillain, Philippe (General editor). "Benedict XIV," in: The papacy : an encyclopedia Volume I. New York: Routledge 2002.
- Messbarger, Rebecca; Johns, Christopher; Gavitt, Philip (2017). Benedict XIV and the Enlightenment: Art, Science, and Spirituality. Toronto CA: University of Toronto Press. ISBN 978-1-4426-2475-7.
- Pastor, Ludwig von (1949). The History of the Popes. Volume XXXV. Benedict XIV. (1740-I758). London: Routledge and Kegan Paul.
- Pastor, Ludwig von (1961). The History of the Popes. Volume XXXVI. Benedict XIV. (1740-I758). London: Routledge and Kegan Paul.
- Van Kley, D. (1982). "The Refusal of Sacramental Controversy and the Political Crisis of 1756-57," in: R. M. Golden (ed.), Church, State and Society Under the Bourbon Kings of France. (Lawrence, Kansas USA 1982), pp. 284–326.

(francosko)
- Macé, L. (1998). "Les premières censures romaines de Voltaire," in: Revue d'histoire littéraire de France (Paris 1998), pp. 531–51.
- Raybaud, L.-P. (1963). Papauté et pouvoir temporel sous les pontificats de Clément XII et Benoît XIV (1730-1758). Paris: J. Vrin 1963. (francosko)

(nemško)
- Schulte, Johann Friedrich (1880). »190. Prospero Lambertini«. Die Geschichte der Quellen und Literatur des canonischen Rechts: Von der Mitte des 16. Jahrhunderts bis zur Gegenwart. Zv. Dritter Band. Stuttgart: Ferdinand Enke. str. 503–510.

(madžarsko)
- Szeplőtelen Fogantatás ünnepére v: Sík Sándor: Himnuszok könyve, Szent István Társulat, Budapest, 1943, 469. o.

### Knjige opapežih
(slovensko)
- M. Benedik: Papeži od Petra do Janeza Pavla II., Mohorjeva družba Celje  1989.
- Leto svetnikov I-IV (Maks Miklavčič in Jože Dolenc), Zadruga katoliških duhovnikov v Ljubljani (1968-1973).

(angleško)
- Frazee, Charles A. (2006) [1983]. Catholics and Sultans: The Church and the Ottoman Empire 1453-1923. Cambridge: Cambridge University Press. ISBN 9780521027007.
- Rendina, Claudio (1983). I papi. Storia e segreti. Rome: Netwon & Compton. str. 586–588.
- Wendy J. Reardon: The Deaths of the Popes: Comprehensive Accounts, Including Funerals, Burial Places and Epitaphs. McFarland 2004.
- Richard P. McBrien: Lives of the Popes. San Francisco 2000.

- O'Malley, John W (2009). A History of the Popes: From Peter to the Present. Government Institutes.
- Kelly, J.N.D. (1986). The Oxford History of the Popes. Oxford University Press. ISBN 978-0-19-282085-3.
- George L. Williams: Papal Genealogy: The Families and Descendants of the Popes. McFarland & Company 1998. p. 114 [43][44]
- John N.D. Kelly: Gran Dizionario Illustrato dei Papi, p.700
- Ludwig von Pastor: "History of the Popes vol. XXXIV", London 1941

(nemško)
- Franz Xaver Seppelt–Klemens Löffler: Papstgeschichte von den Anfängen bis zur Gegenwart. Josef Kösel&Friedrich Pustet, München 1933.
- Päpste und Papsttum. Herder Lexikon (=HLP). Redaktion: Bruno Steimar. Herder, Freiburg – Basel – Wien 2016.
- Lexikon für Theologie und Kirche (=LThK) I-X, 2.völlig neu bearbeitete Auflage, Herder, Freiburg – Basel – Wien 1957-1967.
- A. Ender: Die Geschichte der Katholischen Kirche, Denziger, Einsiedeln-Waldshut-Köln (Denziger Brothers NewYork-Cincinnati-Chicago) 1900.
- August Franzen: Pregled povijesti Crkve, Prevedel Josip Ritig, Kršćanska sadašnjost – Glas koncila, Zagreb 1970. (Izvirnik v nemščini: A. Franzen: Kleine Kirchengeschichte, Herder-Bücherei Bd. 237/238. Freiburg i. B. 1968, Druga pregledana in dopolnjena izdaja).

(italijansko)
- Gaetano, Moroni (1811). »volume 2«. Dizionario di erudizione storico-ecclesiastica da San Pietro sino ai nostri giorni. Tipografia Emiliana Venezia.
- Rendina, Claudio (1993). I papi. Storia e segreti (v italijanščini). Rome: Newton Compton. ISBN 9788854132603.
- Francesco Gligora, Biagia Catanzaro, Edmondo Coccia: I papi della Chiesa. Da San Pietro a Francesco. Armando Editore, Roma 2013.
- Juan María Laboa: La storia dei papi. Tra il regno di Dio e le passioni terrene. Jaca Book, Milano 2007. (Historia de los Papas. Entre el reino de Dios y las pasiones terrenales. Iz španščine prevedli: Antonio Tombolini, Emanuela Villa, Anna Serralunga).
- Biagia Catanzaro, Francesco Gligora: Breve Storia dei papi, da San Pietro a Paolo VI. Istituto enciclopedico universale, Padova 1975.
- Piero Bargellini: Mille Santi del giorno. Vallecchi, Firenze 10.izd. 2000, ponatis 2007.
- John N.D. Kelly, Gran Dizionario Illustrato dei Papi, Casale Monferrato (AL), Edizioni Piemme S.p.A., 1989, ISBN 88-384-1326-6

(madžarsko)
- Ferenc Chobot: A pápák története. Pátria, Rákospalota 1909.
- Jenő Gergely (1982). A pápaság története. Kossuth könyvkiadó, Budimpešta. str. 456. ISBN 963 09 1863 3.
- Gergely Jenő: A pápaság története. Kossuth Könyvkiadó, 1982. ISBN 963-09-1863-3
- Konrád Szántó OFM:  A katolikus Egyház története (1. in 2. del). Ecclesia, Budapest 1983 in 1985.
- B. Bangha: Katolikus lexikon I-IV, A magyar kultúra kiadása, Budapest 1931–1933.

(francosko)
- John Norman Davidson Kelly: Dictionaire des papes. Brepols 1996.
- Frédéric Schoell: Cours d'histoire moderne des États européens, Paris, 1830-1834, en 46 volumes.
- Schoell, Maximilien Samson Frédéric (1834). »46 knjig (44. knjiga)«.  V Duncker et Humblot Berlin, A. Pihan de la Forest Paris (ur.). Cours d’histoire des états européens, depuis le rouleversement de l’empire Romain d’occident jusqu’en 1789. Librairie Gide Paris.